# Чернігівський планетарій
Черні́гівський планета́рій — планетарій, який працює при кафедрі фізики та астрономії Чернігівського національного педагогічного університету імені Т. Г. Шевченка. Проєктор і сферичний екран розташовані на 4 поверсі університету. Над планетарієм знаходиться обсерваторія — купол телескопа і спостережний майданчик, які підіймаються над дахом університету. Планетарій і обсерваторія використовується університетом для навчання студентів, а також регулярно проводять безкоштовні екскурсії для шкільних груп і всіх охочих.

## Історія
Планетарій був створений ще в радянські роки. Станом на початок 1990-х років він містив старий проєктор та парусиновий купол, який покривав лише частину півсфери. В середині 1990-х лаборантка Тетяна Богдан за фінансової підтримки університету купила тканину і власноруч зшила на машинці новий купол, а співробітники радіозаводу подовжили каркас купола. Близько 2004 університет купив новий проєктор. Спільно з планетарієм працювала обсерваторія, яка мала стаціонарний телескоп під куполом на даху будівлі і другий, переносний телескоп.
На початку 2000-х років при університеті працював астрономічний науково-дослідний центр, проводились наукові дослідження. Очолював його відомий астроном Іван Коваль. Коли він та інші досвідчені педагоги пішли з університету, наукова робота в планетарії та обсерваторії майже зупинилась. В 2015—2017 роках планетарій шукав фінансування для модернізації, продовжував проводити покази зоряного неба.